# Rhomboarctus aslaki
Rhomboarctus aslaki är en djurart som tillhör fylumet trögkrypare, och som beskrevs av Hansen, D'Addabbo Gallo och Grimaldi de Zio 2003. Rhomboarctus aslaki ingår i släktet Rhomboarctus och familjen Halechiniscidae. Inga underarter finns listade i Catalogue of Life.